# The Best of Lucio Dalla
The Best of Lucio Dalla è una raccolta dell'artista emiliano, pubblicata nel 1985. La compilation, è tutta concentrata sul periodo 1977 - 1981, definito dalla critica il periodo della "maturità artistica", dove Dalla diviene autore non solo delle musiche, ma anche dei propri testi. Le canzoni più presenti nel disco sono quelle dell'album Dalla, del 1980, che sono Balla balla ballerino, Cara, Futura, La sera dei miracoli e Mambo.	

## Tracce
1. Futura: 6:02
2. Anna E Marco: 3:41
3. Come È Profondo Il Mare: 5:23
4. Cosa Sarà: 4:17
5. Balla Balla Ballerino: 5:43
6. Telefonami Tra Vent'anni: 4:45
7. Cara: 5:32
8. Disperato Erotico Stomp: 5:47
9. La Sera Dei Miracoli: 5:15
10. L'anno Che Verrà: 4:24
11. La Signora: 3:57
12. Mambo: 5:01

## Classifiche
| Classifica (2012) | Posizione massima |
| ----------------- | ----------------- |
| Austria           | 38                |
| Italia            | 12                |
| Svizzera          | 43                |